# Mohammed 6. af Marokko
Mohammed 6. af Marokko (født 21. august 1963) er konge af Marokko. Han overtog tronen ved sin faders, Hassan 2.'s død den 23. juli 1999. Indsættelsesceremonien fandt sted den 30. juli 1999. Mohammed blev født som Sidi Mohammed i Rabat som den ældste søn af Hassan 2.

## Æresbevisninger
Mohammed 6. af Marokko er siden den 15. marts 2007 Kommandør af Storkorset af Trestjerneordenen.